# Ainvelle (Alto Saona)
 Ainvelle  es una población y comuna francesa, en la región de Franco Condado, departamento de Alto Saona, en el distrito de Lure y cantón de Saint-Loup-sur-Semouse.

## Demografía
| 164 | 157 | 155 | 191 | 206 | 219 | 178 |
| Para los censos de 1962 a 1999 la población legal corresponde a la población sin duplicidades (Fuente: INSEE [Consultar]) |     |     |     |     |     |     |